# 灿烂梯形蟹
灿烂梯形蟹（学名：Trapezia speciosa）为扇蟹科梯形蟹属的动物。分布于土阿莫土群岛、越南以及中国大陆的西沙群岛等地，生活环境为海水，多见于珊瑚枝丛间。其种加词“speciosa”意为“外表美丽的”。